# Sulajuveltrast
Sulajuveltrast (Erythropitta dohertyi) är en fågel i familjen juveltrastar inom ordningen tättingar.

## Utbredning och systematik
Fågeln förekommer i Banggaiöarna (Peleng, Banggai) och Sulaöarna (Taliabu, Seho och Mangole). Tidigare behandlades den som en underart till Erythropitta erythrogaster och vissa gör det fortfarande.

## Status
IUCN kategoriserar arten som nära hotad.

## Namn
Fågelns vetenskapliga artnamn hedrar William Doherty (1857-1901), amerikansk upptäcktsresande, entomolog, ornitolog och samlare av specimen.